# Dubai Marriott Harbour Hotel & Suites
Dubai Marriott Harbour Hotel & Suites (pierwotna nazwa: Emirates Marina Hotel & Residence, czasowo zmieniona na: The Harbour Hotel & Residence) – 59-piętrowy i 256-metrowy Wieżowiec w Dubaju w Zjednoczonych Emiratach Arabskich.
Został ukończony w 2007 roku, a otwarty w listopadzie tego samego roku. Mieszkaniowy i hotelowy wieżowiec jest obsługiwany przez Emirates Hotels and Resorts.